# XXII Governo Constitucional de Portugal
O XXII Governo Constitucional (26 de outubro de 2019 – 30 de março de 2022) foi um governo de Portugal formado com base nos resultados das eleições legislativas de 6 de outubro de 2019.
A tomada de posse do governo teve lugar no dia 26 de outubro de 2019, depois de apurados e publicados em Diário da República os resultados eleitorais referentes aos círculos da Europa e do resto do Mundo, que condicionaram o início da XIV Legislatura e dos trabalhos da Assembleia da República.
Com o chumbo do Orçamento do Estado para 2022 por parte do Parlamento, no dia 27 de outubro de 2021 (pela primeira vez), o governo perdeu a maioria que o apoiava, o Bloco de Esquerda e o Partido Comunista Português, partidos estes que votaram contra a proposta de orçamento na generalidade. Com o chumbo, o presidente da República Marcelo Rebelo de Sousa marcou eleições legislativas para o dia 30 de janeiro de 2022  e dissolveu a Assembleia da República. O XXII Governo Constitucional teve uma duração de 2 anos e 5 meses.

## Composição
De acordo com o artigo 183.º da Constituição, o Governo é constituído pelo Primeiro-Ministro, pelos ministros e pelos secretários e subsecretários de Estado, podendo incluir um ou mais vice-primeiros-ministros. O número, a designação e as atribuições dos ministérios e secretarias de Estado, bem como as formas de coordenação entre eles, são determinados, consoante os casos, pelos decretos de nomeação dos respetivos titulares ou por decreto-lei.
Nos últimos três dias da vigência do XXII Governo, o ministro de Estado e dos Negócios Estrangeiros Augusto Santos Silva, entretanto reeleito deputado à XV Legislatura nas eleições de 30 de janeiro, decidiu assumir o lugar de deputado com vista a uma candidatura ao lugar de futuro Presidente da Assembleia da República, tendo por isso de cessar funções governativas. O Presidente da República aceitou empossar para o seu lugar, em acumulação de funções, o primeiro-ministro António Costa como Primeiro-Ministro e Ministro de Estado e dos Negócios Estrangeiros do XXII Governo Constitucional e reconduzindo os secretários de Estado do Ministério dos Negócios Estrangeiros.
A composição do governo era a seguinte:

### Primeiro-Ministro
| Retrato | Cargo                                                                               | Detentor              | Partido | Partido | Período                                     |
| ------- | ----------------------------------------------------------------------------------- | --------------------- | ------- | ------- | ------------------------------------------- |
|         | Primeiro-ministro da República Portuguesa (Artigo 183.º da Constituição Portuguesa) | António Costa (1961–) |         | PS      | 26 de outubro de 2019 – 30 de março de 2022 |

### Ministros
| Retrato             | Cargo                                                         | Detentor                           | Partido                                   | Partido                  | Período                                       |
| ------------------- | ------------------------------------------------------------- | ---------------------------------- | ----------------------------------------- | ------------------------ | --------------------------------------------- |
|                     | Ministro de Estado, da Economia e da Transição Digital        | Pedro Siza Vieira (1964–)          |                                           | Independente             | 26 de outubro de 2019 – 30 de março de 2022   |
|                     | Ministro de Estado e dos Negócios Estrangeiros                | Augusto Santos Silva (1956–)       |                                           | PS                       | 26 de outubro de 2019 – 28 de março de 2022   |
|                     | Ministro de Estado e dos Negócios Estrangeiros                | António Costa (1961–)              | 28 de março de 2022 – 30 de março de 2022 | PS                       |                                               |
|                     | Ministra de Estado e da Presidência                           | Mariana Vieira da Silva (1978–)    |                                           | PS                       | 26 de outubro de 2019 – 30 de março de 2022   |
|                     | Ministro de Estado e das Finanças                             | Mário Centeno (1966–)              |                                           | Independente             | 26 de outubro de 2019 – 15 de junho de 2020   |
|                     | Ministro de Estado e das Finanças                             | João Leão (1974–)                  | 15 de junho de 2020 – 30 de março de 2022 | Independente             |                                               |
|                     | Ministro da Defesa Nacional                                   | João Gomes Cravinho (1964–)        |                                           | Independente             | 26 de outubro de 2019 – 30 de março de 2022   |
|                     | Ministra da Administração Interna                             | Eduardo Cabrita (1961–)            |                                           | PS                       | 26 de outubro de 2019 – 4 de dezembro de 2021 |
|                     | Ministra da Administração Interna                             | Francisca Van Dunem (1955–)        |                                           | Independente             | 4 de dezembro de 2021 – 30 de março de 2022   |
| Ministra da Justiça | 26 de outubro de 2019 – 30 de março de 2022                   | Francisca Van Dunem (1955–)        |                                           | Independente             |                                               |
|                     | Ministra da Modernização do Estado e da Administração Pública | Alexandra Leitão (1973–)           |                                           | PS                       | 26 de outubro de 2019 – 30 de março de 2022   |
|                     | Ministro do Planeamento                                       | Nelson de Souza (1954–)            |                                           | PS                       | 26 de outubro de 2019 – 30 de março de 2022   |
|                     | Ministra da Cultura                                           | Graça Fonseca (1971–)              |                                           | PS                       | 26 de outubro de 2019 – 30 de março de 2022   |
|                     | Ministro da Ciência, Tecnologia e Ensino Superior             | Manuel Heitor (1958–)              |                                           | Independente             | 26 de outubro de 2019 – 30 de março de 2022   |
|                     | Ministro da Educação                                          | Tiago Brandão Rodrigues (1977–)    |                                           | Independente             | 26 de outubro de 2019 – 30 de março de 2022   |
|                     | Ministra do Trabalho, Solidariedade e Segurança Social        | Ana Mendes Godinho (1972–)         |                                           | PS                       | 26 de outubro de 2019 – 30 de março de 2022   |
|                     | Ministra da Saúde                                             | Marta Temido (1974–)               |                                           | Independente (2019-2021) | 26 de outubro de 2019 – 30 de março de 2022   |
|                     | Ministra da Saúde                                             | Marta Temido (1974–)               | PS (2021-presente)                        |                          | 26 de outubro de 2019 – 30 de março de 2022   |
|                     | Ministro do Ambiente e da Ação Climática                      | João Pedro Matos Fernandes (1967–) |                                           | PS                       | 26 de outubro de 2019 – 30 de março de 2022   |
|                     | Ministro das Infraestruturas e da Habitação                   | Pedro Nuno Santos (1977–)          |                                           | PS                       | 26 de outubro de 2019 – 30 de março de 2022   |
|                     | Ministra da Coesão Territorial                                | Ana Abrunhosa (1970–)              |                                           | Independente             | 26 de outubro de 2019 – 30 de março de 2022   |
|                     | Ministra da Agricultura                                       | Maria do Céu Antunes (1970–)       |                                           | PS                       | 26 de outubro de 2019 – 30 de março de 2022   |
|                     | Ministro do Mar                                               | Ricardo Serrão Santos (1954–)      |                                           | Independente             | 26 de outubro de 2019 – 30 de março de 2022   |

### Secretários de Estado
Cada ministro é coadjuvado no exercício das suas funções por um ou mais secretários de Estado.
| Retrato                                           | Cargo                                                                                         | Detentor                                     | Partido                                      | Partido           | Período                                        |
| Primeiro-Ministro                                 | Primeiro-Ministro                                                                             | Primeiro-Ministro                            | Primeiro-Ministro                            | Primeiro-Ministro | Primeiro-Ministro                              |
| ------------------------------------------------- | --------------------------------------------------------------------------------------------- | -------------------------------------------- | -------------------------------------------- | ----------------- | ---------------------------------------------- |
|                                                   | Secretário de Estado dos Assuntos Parlamentares                                               | Duarte Cordeiro                              |                                              | PS                | 26 de outubro de 2019 – 30 de março de 2022    |
|                                                   | Secretário de Estado Adjunto do Primeiro-Ministro                                             | Tiago Antunes                                |                                              | PS                | 26 de outubro de 2019 – 30 de março de 2022    |
| Economia e Transição Digital                      |                                                                                               |                                              |                                              |                   |                                                |
|                                                   | Secretário de Estado Adjunto e da Economia                                                    | João Neves                                   |                                              | PS                | 26 de outubro de 2019 – 30 de março de 2022    |
|                                                   | Secretária de Estado do Turismo                                                               | Rita Marques                                 |                                              | Independente      | 26 de outubro de 2019 – 30 de março de 2022    |
|                                                   | Secretário de Estado do Comércio, Serviços e Defesa do Consumidor                             | João Torres                                  |                                              | PS                | 26 de outubro de 2019 – 30 de março de 2022    |
|                                                   | Secretário de Estado para a Transição Digital                                                 | André Eduardo de Aragão Gonçalves de Azevedo |                                              | Independente      | 26 de outubro de 2019 – 30 de março de 2022    |
| Negócios Estrangeiros                             |                                                                                               |                                              |                                              |                   |                                                |
|                                                   | Secretária de Estado dos Assuntos Europeus                                                    | Ana Paula Zacarias                           |                                              | PS                | 26 de outubro de 2019 – 30 de março de 2022    |
|                                                   | Secretário de Estado dos Negócios Estrangeiros e da Cooperação                                | Teresa Ribeiro                               |                                              | PS                | 26 de outubro de 2019 – 15 de dezembro de 2020 |
|                                                   | Secretário de Estado dos Negócios Estrangeiros e da Cooperação                                | Francisco André                              | 15 de dezembro de 2020 – 30 de março de 2022 | PS                |                                                |
|                                                   | Secretária de Estado das Comunidades Portuguesas                                              | Berta Nunes                                  |                                              | PS                | 26 de outubro de 2019 – 30 de março de 2022    |
|                                                   | Secretário de Estado da Internacionalização                                                   | Eurico Brilhante Dias                        |                                              | PS                | 26 de outubro de 2019 – 28 de março de 2022    |
| Presidência                                       |                                                                                               |                                              |                                              |                   |                                                |
|                                                   | Secretário de Estado da Presidência do Conselho de Ministros                                  | André Moz Caldas                             |                                              | PS                | 26 de outubro de 2019 – 30 de março de 2022    |
|                                                   | Secretária de Estado para a Cidadania e a Igualdade                                           | Rosa Monteiro                                |                                              | PS                | 26 de outubro de 2019 – 30 de março de 2022    |
|                                                   | Secretária de Estado para a Integração e as Migrações                                         | Cláudia Pereira                              |                                              | Independente      | 26 de outubro de 2019 – 30 de março de 2022    |
| Finanças                                          |                                                                                               |                                              |                                              |                   |                                                |
|                                                   | Secretário de Estado Adjunto e das Finanças                                                   | Ricardo Mourinho Félix                       |                                              | PS                | 26 de outubro de 2019 – 15 de junho de 2020    |
| SECRETARIA DE ESTADO ABOLIDA                      |                                                                                               | Ricardo Mourinho Félix                       |                                              | PS                | 26 de outubro de 2019 – 15 de junho de 2020    |
|                                                   | Secretário de Estado Adjunto e dos Assuntos Fiscais                                           | António Mendonça Mendes                      |                                              | PS                | 15 de junho de 2020 – 30 de março de 2022      |
| SECRETARIA DE ESTADO CRIADA                       |                                                                                               | António Mendonça Mendes                      |                                              | PS                | 15 de junho de 2020 – 30 de março de 2022      |
|                                                   | Secretário de Estado do Orçamento                                                             | João Leão                                    |                                              | Independente      | 26 de outubro de 2019 – 15 de junho de 2020    |
|                                                   | Secretário de Estado do Orçamento                                                             | Cláudia Joaquim                              |                                              | PS                | 15 de junho de 2020 – 30 de março de 2022      |
|                                                   | Secretário de Estado dos Assuntos Fiscais                                                     | António Mendonça Mendes                      |                                              | PS                | 26 de outubro de 2019 – 15 de junho de 2020    |
| SECRETARIA DE ESTADO ABOLIDA                      |                                                                                               | António Mendonça Mendes                      |                                              | PS                | 26 de outubro de 2019 – 15 de junho de 2020    |
|                                                   | Secretário de Estado das Finanças                                                             | João Nuno Mendes                             |                                              | Independente      | 15 de junho de 2020 – 30 de março de 2022      |
| SECRETARIA DE ESTADO CRIADA                       |                                                                                               | João Nuno Mendes                             |                                              | Independente      | 15 de junho de 2020 – 30 de março de 2022      |
|                                                   | Secretário de Estado do Tesouro                                                               | Álvaro Novo                                  |                                              | PS                | 26 de outubro de 2019 – 15 de junho de 2020    |
|                                                   | Secretário de Estado do Tesouro                                                               | Miguel Cruz                                  |                                              | Independente      | 15 de junho de 2020 – 30 de março de 2022      |
| Defesa Nacional                                   |                                                                                               |                                              |                                              |                   |                                                |
|                                                   | Secretário de Estado Adjunto da Defesa Nacional                                               | Jorge Seguro Sanches                         |                                              | PS                | 26 de outubro de 2019 – 30 de março de 2022    |
|                                                   | Secretária de Estado de Recursos Humanos e Antigos Combatentes                                | Catarina Sarmento e Castro                   |                                              | Independente      | 26 de outubro de 2019 – 30 de março de 2022    |
| Administração Interna                             |                                                                                               |                                              |                                              |                   |                                                |
|                                                   | Secretário de Estado Adjunto e da Administração Interna                                       | Antero Luís                                  |                                              | Independente      | 26 de outubro de 2019 – 30 de março de 2022    |
|                                                   | Secretária de Estado da Administração Interna                                                 | Patrícia Gaspar                              |                                              | Independente      | 26 de outubro de 2019 – 30 de março de 2022    |
| Justiça                                           |                                                                                               |                                              |                                              |                   |                                                |
|                                                   | Secretário de Estado Adjunto e da Justiça                                                     | Mário Belo Morgado                           |                                              | Independente      | 26 de outubro de 2019 – 30 de março de 2022    |
|                                                   | Secretária de Estado da Justiça                                                               | Anabela Pedroso                              |                                              | PS                | 26 de outubro de 2019 – 30 de março de 2022    |
| Modernização do Estado e da Administração Pública |                                                                                               |                                              |                                              |                   |                                                |
|                                                   | Secretária de Estado da Inovação e da Modernização Administrativa                             | Maria de Fátima Fonseca                      |                                              | PS                | 26 de outubro de 2019 – 30 de março de 2022    |
|                                                   | Secretário de Estado da Administração Pública                                                 | José Couto                                   |                                              | Independente      | 26 de outubro de 2019 – 30 de março de 2022    |
|                                                   | Secretário de Estado da Descentralização e da Administração Local                             | Jorge Botelho                                |                                              | PS                | 26 de outubro de 2019 – 30 de março de 2022    |
| Planeamento                                       |                                                                                               |                                              |                                              |                   |                                                |
|                                                   | Secretário de Estado do Planeamento                                                           | José Fernando Gomes Mendes                   |                                              | PS                | 26 de outubro de 2019 – 6 de novembro de 2020  |
|                                                   | Secretário de Estado do Planeamento                                                           | Ricardo Pinheiro                             |                                              | PS                | 6 de novembro de 2020 – 30 de março de 2022    |
| Cultura                                           |                                                                                               |                                              |                                              |                   |                                                |
|                                                   | Secretária de Estado Adjunta e do Património Cultural                                         | Ângela Ferreira                              |                                              | Independente      | 26 de outubro de 2019 – 30 de março de 2022    |
|                                                   | Secretário de Estado do Cinema, Audiovisual e Media                                           | Nuno Artur Silva                             |                                              | Independente      | 26 de outubro de 2019 – 30 de março de 2022    |
| Ciência, Tecnologia e Ensino Superior             |                                                                                               |                                              |                                              |                   |                                                |
|                                                   | Secretário de Estado da Ciência, Tecnologia e Ensino Superior                                 | João Sobrinho Teixeira                       |                                              | Independente      | 26 de outubro de 2019 – 30 de março de 2022    |
| Educação                                          |                                                                                               |                                              |                                              |                   |                                                |
|                                                   | Secretário de Estado Adjunto e da Educação                                                    | João Costa                                   |                                              | PS                | 26 de outubro de 2019 – 30 de março de 2022    |
|                                                   | Secretária de Estado da Educação                                                              | Susana Amador                                |                                              | PS                | 26 de outubro de 2019 – 17 de setembro de 2020 |
|                                                   | Secretária de Estado da Educação                                                              | Inês Ramires                                 |                                              | Independente      | 17 de setembro de 2020 – 30 de março de 2022   |
|                                                   | Secretário de Estado da Juventude e do Desporto                                               | João Paulo Rebelo                            |                                              | PS                | 26 de outubro de 2019 – 30 de março de 2022    |
| Trabalho, Solidariedade e Segurança Social        |                                                                                               |                                              |                                              |                   |                                                |
|                                                   | Secretário de Estado Adjunto, do Trabalho e da Formação Profissional                          | Miguel Cabrita                               |                                              | PS                | 26 de outubro de 2019 – 30 de março de 2022    |
|                                                   | Secretário de Estado da Segurança Social                                                      | Gabriel Bastos                               |                                              | Independente      | 26 de outubro de 2019 – 30 de março de 2022    |
|                                                   | Secretária de Estado da Inclusão das Pessoas com Deficiência                                  | Ana Sofia Antunes                            |                                              | PS                | 26 de outubro de 2019 – 30 de março de 2022    |
|                                                   | Secretária de Estado da Ação Social                                                           | Rita da Cunha Mendes                         |                                              | Independente      | 26 de outubro de 2019 – 30 de março de 2022    |
| Saúde                                             |                                                                                               |                                              |                                              |                   |                                                |
|                                                   | Secretário de Estado Adjunto e da Saúde                                                       | Jamila Madeira                               |                                              | PS                | 26 de outubro de 2019 – 17 de setembro de 2020 |
|                                                   | Secretário de Estado Adjunto e da Saúde                                                       | António Sales                                |                                              | PS                | 17 de setembro de 2020 – 30 de março de 2022   |
|                                                   | Secretário de Estado da Saúde                                                                 | António Sales                                |                                              | PS                | 26 de outubro de 2019 – 17 de setembro de 2020 |
|                                                   | Secretário de Estado da Saúde                                                                 | Diogo Serras Lopes                           |                                              | Independente      | 17 de setembro de 2020 – 30 de março de 2022   |
| Ambiente e da Ação Climática                      |                                                                                               |                                              |                                              |                   |                                                |
|                                                   | Secretário de Estado Adjunto e da Energia                                                     | João Galamba                                 |                                              | PS                | 26 de outubro de 2019 – 30 de março de 2022    |
|                                                   | Secretária de Estado do Ambiente                                                              | Inês dos Santos Costa                        |                                              | Independente      | 26 de outubro de 2019 – 30 de março de 2022    |
|                                                   | Secretário de Estado da Conservação da Natureza, das Florestas e do Ordenamento do Território | João Paulo Catarino                          |                                              | PS                | 26 de outubro de 2019 – 30 de março de 2022    |
|                                                   | Secretário de Estado da Mobilidade                                                            | Eduardo Pinheiro                             |                                              | Independente      | 26 de outubro de 2019 – 30 de março de 2022    |
| Infraestruturas e Habitação                       |                                                                                               |                                              |                                              |                   |                                                |
|                                                   | Secretário de Estado Adjunto e das Comunicações                                               | Alberto Souto de Miranda                     |                                              | PS                | 26 de outubro de 2019 – 17 de setembro de 2020 |
|                                                   | Secretário de Estado Adjunto e das Comunicações                                               | Hugo Santos Mendes                           |                                              | Independente      | 17 de setembro de 2020 – 30 de março de 2022   |
|                                                   | Secretário de Estado das Infraestruturas                                                      | Jorge Delgado                                |                                              | PS                | 26 de outubro de 2019 – 30 de março de 2022    |
|                                                   | Secretária de Estado da Habitação                                                             | Ana Pinho                                    |                                              | PS                | 26 de outubro de 2019 – 17 de setembro de 2020 |
|                                                   | Secretária de Estado da Habitação                                                             | Marina Gonçalves                             |                                              | PS                | 17 de setembro de 2020 – 30 de março de 2022   |
| Coesão Territorial                                |                                                                                               |                                              |                                              |                   |                                                |
|                                                   | Secretário de Estado Adjunto e do Desenvolvimento Regional                                    | Carlos Miguel                                |                                              | PS                | 26 de outubro de 2019 – 30 de março de 2022    |
|                                                   | Secretária de Estado da Valorização do Interior                                               | Isabel Ferreira                              |                                              | Independente      | 26 de outubro de 2019 – 30 de março de 2022    |
| Agricultura                                       |                                                                                               |                                              |                                              |                   |                                                |
|                                                   | Secretário de Estado da Agricultura e do Desenvolvimento Rural                                | Nuno Russo                                   |                                              | Independente      | 26 de outubro de 2019 – 15 de dezembro de 2020 |
|                                                   | Secretário de Estado da Agricultura e do Desenvolvimento Rural                                | Rui Martinho                                 |                                              | Independente      | 15 de dezembro de 2020 – 30 de março de 2022   |
| Mar                                               |                                                                                               |                                              |                                              |                   |                                                |
|                                                   | Secretário de Estado das Pescas                                                               | José Apolinário                              |                                              | PS                | 26 de outubro de 2019 – 17 de setembro de 2020 |
|                                                   | Secretário de Estado das Pescas                                                               | Teresa Coelho                                |                                              | Independente      | 17 de setembro de 2020 – 30 de março de 2022   |

## Remodelações
| Data                                            | Cargo                                                          | Sai                         | Sai                         | Entra                        | Entra                        |
| ----------------------------------------------- | -------------------------------------------------------------- | --------------------------- | --------------------------- | ---------------------------- | ---------------------------- |
| 15 de junho de 2020 (7 meses e 20 dias)         | Ministro de Estado e das Finanças                              |                             | Mário Centeno               |                              | João Leão                    |
| 15 de junho de 2020 (7 meses e 20 dias)         | Secretário de Estado Adjunto e das Finanças                    |                             | Ricardo Mourinho Félix      | SECRETARIA DE ESTADO ABOLIDA | SECRETARIA DE ESTADO ABOLIDA |
| 15 de junho de 2020 (7 meses e 20 dias)         | Secretário de Estado Adjunto e dos Assuntos Fiscais            | SECRETARIA DE ESTADO CRIADA | SECRETARIA DE ESTADO CRIADA |                              | António Mendonça Mendes      |
| 15 de junho de 2020 (7 meses e 20 dias)         | Secretário de Estado do Orçamento                              |                             | João Leão                   |                              | Cláudia Joaquim              |
| 15 de junho de 2020 (7 meses e 20 dias)         | Secretário de Estado dos Assuntos Fiscais                      |                             | António Mendonça Mendes     | SECRETARIA DE ESTADO ABOLIDA | SECRETARIA DE ESTADO ABOLIDA |
| 15 de junho de 2020 (7 meses e 20 dias)         | Secretário de Estado das Finanças                              | SECRETARIA DE ESTADO CRIADA | SECRETARIA DE ESTADO CRIADA |                              | João Nuno Mendes             |
| 15 de junho de 2020 (7 meses e 20 dias)         | Secretário de Estado do Tesouro                                |                             | Álvaro Novo                 |                              | Miguel Cruz                  |
| 17 de setembro de 2020 (10 meses e 22 dias)     | Secretária de Estado da Educação                               |                             | Susana Amador               |                              | Inês Ramires                 |
| 17 de setembro de 2020 (10 meses e 22 dias)     | Secretário de Estado Adjunto e da Saúde                        |                             | Jamila Madeira              |                              | António Sales                |
| 17 de setembro de 2020 (10 meses e 22 dias)     | Secretário de Estado da Saúde                                  |                             | António Sales               |                              | Diogo Serras Lopes           |
| 17 de setembro de 2020 (10 meses e 22 dias)     | Secretário de Estado Adjunto e das Comunicações                |                             | Alberto Souto de Miranda    |                              | Hugo Santos Mendes           |
| 17 de setembro de 2020 (10 meses e 22 dias)     | Secretária de Estado da Habitação                              |                             | Ana Pinho                   |                              | Marina Gonçalves             |
| 17 de setembro de 2020 (10 meses e 22 dias)     | Secretário de Estado das Pescas                                |                             | José Apolinário             |                              | Teresa Coelho                |
| 6 de novembro de 2020 (1 ano e 11 dias)         | Secretário de Estado do Planeamento                            |                             | José Fernando Gomes Mendes  |                              | Ricardo Pinheiro             |
| 15 de dezembro de 2020 (1 ano, 1 mês e 19 dias) | Secretário de Estado dos Negócios Estrangeiros e da Cooperação |                             | Teresa Ribeiro              |                              | Francisco André              |
| 15 de dezembro de 2020 (1 ano, 1 mês e 19 dias) | Secretário de Estado da Agricultura e do Desenvolvimento Rural |                             | Nuno Russo                  |                              | Rui Martinho                 |
| 4 de dezembro de 2021 (2 anos, 1 mês e 8 dias)  | Ministro da Administração Interna                              |                             | Eduardo Cabrita             |                              | Francisca Van Dunem          |
| 28 de março de 2022 (2 anos, 5 meses e 2 dias)  | Ministro de Estado e dos Negócios Estrangeiros                 |                             | Augusto Santos Silva        | MINISTÉRIO ABOLIDO           | MINISTÉRIO ABOLIDO           |
| 28 de março de 2022 (2 anos, 5 meses e 2 dias)  | Ministro dos Negócios Estrangeiros                             | MINISTÉRIO CRIADO           | MINISTÉRIO CRIADO           |                              | António Costa                |

## Salários
| Cargo                 | Data estabelecida      | Salário  | Salário    | Salário    | Salário     | Ref.          |
| Cargo                 | Data estabelecida      | Diário   | Semanal    | Mensal     | Anual       | Ref.          |
| --------------------- | ---------------------- | -------- | ---------- | ---------- | ----------- | ------------- |
| Primeiro-Ministro     | 26 de novembro de 2015 | € 216,00 | € 1.517,00 | € 6.576,00 | € 78.914,00 | [ 12 ] [ 13 ] |
| Ministros             | 26 de novembro de 2015 | —        | —          | € 4.239,95 | € 50.879,40 | [ 13 ]        |
| Secretários de Estado | 26 de novembro de 2015 | —        | —          | € 3.913,80 | € 46.965,60 | [ 13 ]        |

### Primeiro-Ministro
Para o salário do Primeiro-Ministro, a lei fixa um vencimento de 75% do valor do vencimento do Presidente da República, ou seja, 4892,25 €. À semelhança do Presidente da Assembleia da República, também o Primeiro Ministro tem direito a despesas de representação, correspondentes a 40% do seu vencimento, ou seja, 1956,90 €.

### Ministros
Para o salário dos Ministros, a lei fixa um vencimento de 65% do valor do vencimento do Presidente da República, ou seja, 4239,95 €. A juntar a este valor estão as despesas de representação, correspondentes a 40% do seu vencimento, ou seja, 1695,98 €.

### Secretários de Estado
Para o salário dos Secretários de Estado, a lei fixa um vencimento de 60% do valor do vencimento do Presidente da República, ou seja, 3913,80 €. As despesas de representação correspondem a 35% do seu vencimento, ou seja, 1369,83 €.

## Viagens primo-ministeriais
Durante o seu mandato, António Costa realizou 24 viagens oficiais a 19 nações diferentes.